# Verizon Wireless
Verizon Wireless es un operador de telefonía móvil de Estados Unidos fundado en el año 2000. Es el mayor operador móvil del país con más de 80 millones de clientes. Detrás le sigue AT&T Mobility, con un total de 67,2 millones de clientes. En ingresos, Verizon Wireless es también mayor empresa de Estados Unidos y el mayor operador, con un ingreso anual en 2008 de 49.332 millones de dólares estadounidenses. 
Con sede en Basking Ridge, Nueva Jersey, la empresa es una subsidiaria de Verizon Communications. Su red cubre a una población de aproximadamente 290 millones en los Estados Unidos. La compañía resultó de una fusión entre varios operadores de telefonía móvil incluyendo Bell Atlantic Mobile, AirTouch Communications, GTE Wireless y Alltel Wireless. Verizon Wireless utiliza la tecnología 3G CDMA y tecnología 4G desde mediados del 2011.